# Vincent Schiavelli

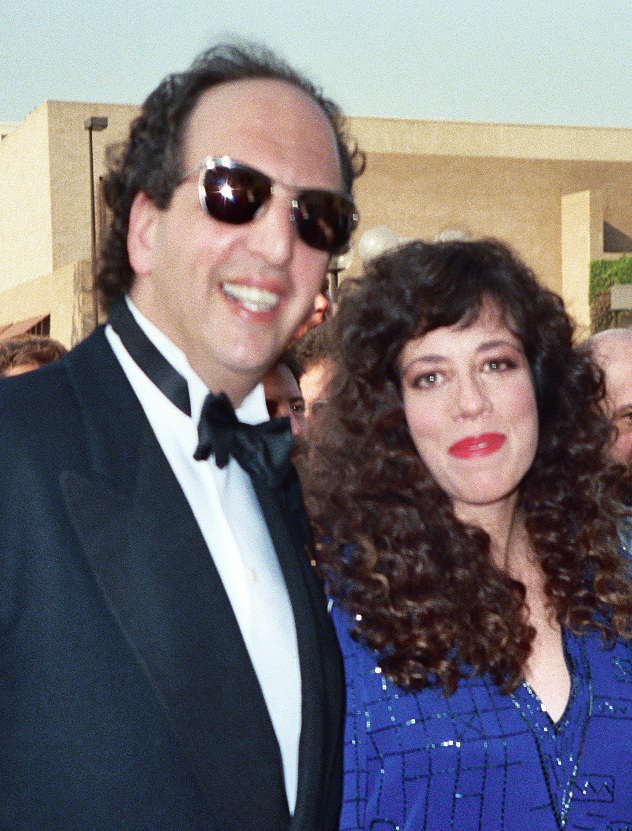
Vincent Schiavelli und seine damalige Frau Allyce Beasley (20. September 1987)

Vincent Schiavelli (* 11. November 1948 in Brooklyn, New York; † 26. Dezember 2005 in Polizzi Generosa auf Sizilien, Italien) war ein US-amerikanischer Schauspieler mit sizilianischen Wurzeln. Er wurde insbesondere bekannt durch seine Rollen in den Filmen Einer flog über das Kuckucksnest und Ghost – Nachricht von Sam.

## Leben
Der 1,97 Meter große Vincent Schiavelli studierte Schauspiel an der New York University und fing in den 1960er Jahren an, auf der Bühne zu arbeiten. Der erste Film, in dem er mitspielte, war 1971 Miloš Formans Taking Off. Durch sein Talent und markantes Äußeres sicherte er sich weitere Rollen in Filmen von Forman. 1975 war er an der Seite von Jack Nicholson in Formans Literaturverfilmung Einer flog über das Kuckucksnest als Fredrickson zu sehen. Im Fernsehen trat er zum ersten Mal 1972 in The Corner Bar auf. Seine Rolle als U-Bahn-Geist in dem Kinoerfolg Ghost (1990) brachte ihm viel Lob bei den Kritikern ein. Schiavelli hat in über 150 Filmen mitgespielt, oftmals verkörperte er in seinen Nebenrollen eher exzentrische oder Furcht einflößende Charaktere. Dabei wurden diese „kleinen Auftritte“ beinahe zu einem Markenzeichen. So war Schiavelli auch in einer Folge von Star Trek wie auch bei James Bond und in Amadeus zu sehen. 1997 wählte ihn die Zeitschrift Vanity Fair zu einem der besten amerikanischen Charakterdarsteller.
Er war außerdem Autor von Kochbüchern und verfasste Artikel in Kochzeitschriften. Im Jahr 2001 bekam er den Journalismus-Preis der James-Beard-Foundation.

## Privatleben
1985 heiratete Schiavelli seine erste Ehefrau, die Schauspielerin Allyce Beasley (* 1954). Aus dieser Ehe, die 1988 geschieden wurde, ging Sohn Andrea (* September 1987) hervor. Am 23. Oktober 1992 heiratete er die Musikerin Carol Sue Mukhalian, eine Konzert-Harfenistin des Seattle Symphony Orchestra und Komponistin. Schiavelli hatte sich auf Sizilien niedergelassen, in Polizzi Generosa, dem Heimatort seiner Großeltern. Er führte dort zuletzt auch Theaterregie. Am 26. Dezember 2005 starb Schiavelli im Alter von 57 Jahren an Lungenkrebs. Er war Ehrenvorsitzender der National Marfan Foundation.

## Filmografie (Auswahl)
- 1971: Ich bin durchgebrannt (Taking Off)
- 1974: Der große Gatsby (The Great Gatsby)
- 1974: Bei mir liegst du richtig (For Pete’s Sake)
- 1975: Einer flog über das Kuckucksnest (One Flew Over the Cuckoo’s Nest)
- 1976: Ein Haar in der Suppe (Next Stop, Greenwich Village)
- 1977: Starsky & Hutch (Fernsehserie)
- 1978: Drei Engel für Charlie (Charlie’s Angels, Fernsehserie)
- 1978: Eine entheiratete Frau (An Unmarried Woman)
- 1979: Hart aber herzlich (Hart to Hart, Folge: Hochzeit in Monte Carlo)
- 1979: Butch & Sundance – Die frühen Jahre (Butch and Sundance: The Early Days)
- 1979: Ein Rabbi im Wilden Westen (The Frisco Kid)
- 1980: Hart aber herzlich (Hart to Hart, Fernsehserie)
- 1980: Die Rückkehr der Ausserirdischen (The Return), auch The Return – Tödliche Bedrohung
- 1980: Saat der Unschuld (Seed of Innocence)
- 1981: Bis zum letzten Schuß (Gangster Wars)
- 1981: Crazy Street Life (Chu Chu and the Philly Flash)
- 1981: Ein Colt für alle Fälle (The Fall Guy, Fernsehserie)
- 1982: Nightshift – Das Leichenhaus flippt völlig aus (Night Shift)
- 1982: Ich glaub’, ich steh’ im Wald (Fast Times at Ridgemont High)
- 1982: Cagney & Lacey (Fernsehserie, Folge 2x21 „Täter aus den eigenen Reihen“)
- 1982–1983: Taxi (Fernsehserie)
- 1984: Harrys wundersames Strafgericht (Night Court)
- 1984: Buckaroo Banzai – Die 8. Dimension (The Adventures of Buckaroo Banzai Across the 8th Dimension)
- 1984: Amadeus
- 1984: T.V. – Total verrückt (The Ratings Game, Fernsehfilm)
- 1984: Johnny G. – Gangster wider Willen (Johnny Dangerously)
- 1985: Das Model und der Schnüffler (Fernsehserie, Staffel 1, Folge 6 „Next Stop Murder“)
- 1985: Lanny dreht auf (Better Off Dead…)
- 1986: MacGyver (Fernsehserie, Folge 2x13)
- 1986: Remington Steele (Fernsehserie, Folge 4x10)
- 1987: Matlock (Fernsehserie, Folge 2x12: The Gambler)
- 1987: Dorf on Golf
- 1988: Dorf and the First Games of Mount Olympus
- 1989: Miami Vice (Fernsehserie, Folge 5x17)
- 1989: Valmont
- 1990: Der teuflische Mr. Frost (Mister Frost)
- 1990: Zeichen und Wunder (Waiting for the Light)
- 1990: Ghost – Nachricht von Sam (Ghost)
- 1991: Parker Lewis – Der Coole von der Schule (Parker Lewis Can’t Lose, Fernsehserie, 1 Folge)
- 1991: Raumschiff Enterprise – Das nächste Jahrhundert (Star Trek: The Next Generation, Fernsehserie, Folge 1x21)
- 1991: Geschichten aus der Gruft (Tales from the Crypt, Fernsehserie, Folge 3x10)
- 1991: Das andere Ich (Another You)
- 1992: Miracle Beach – Sonne, Sex und 1000 Träume (Miracle Beach)
- 1992: Batmans Rückkehr (Batman Returns)
- 1994: Die lauernde Furcht / Shocking Fear (Lurking Fear)
- 1995: Zwei Brüder auf der Flucht (Brother’s Destiny, Fernsehfilm)
- 1995: Die Stimme des Killers (The Courtyard, Fernsehfilm)
- 1995: 3 Ninjas – Fight & Fury (3 Ninjas Knuckle Up)
- 1995: Akte X – Die unheimlichen Fälle des FBI (The X-Files, Fernsehserie, Folge 2x20)
- 1995: Die Flucht zum Hexenberg / Himmlische Geschwister (Escape to Witch Mountain, Fernsehfilm)
- 1995: Die Traumprinzessin (A Little Princess)
- 1995: Der Prinz und der Prügelknabe (The Whipping Boy, Fernsehfilm)
- 1995: Two Much – Eine Blondine zuviel (Two Much)
- 1996: Back to Back – Im Fadenkreuz der Yakuza (Back to Back, Fernsehfilm)
- 1996: Larry Flynt – Die nackte Wahrheit (The People vs. Larry Flynt)
- 1997: Mein Liebling, der Tyrann (The Beautician and the Beast)
- 1997: James Bond 007 – Der Morgen stirbt nie (Tomorrow Never Dies)
- 1998: Casper trifft Wendy (Casper Meets Wendy, Fernsehfilm)
- 1998: Rusty – Der tapfere Held (Rusty: A Dog’s Tale)
- 1998: Buffy – Im Bann der Dämonen (Buffy the Vampire Slayer, Fernsehserie) (2 Folgen)
- 1999: Der Prinz und der Bettelhund (The Pooch and the Pauper, Fernsehfilm)
- 1999: Inferno
- 1999: Der Mondmann (Man on the Moon)
- 2000: Die amerikanische Jungfrau (American Virgin)
- 2000: Dreimal ist einmal zu viel (3 Strikes)
- 2002: Tötet Smoochy (Death to Smoochy)
- 2002: Hey Arnold! The Movie
- 2002: Solino
- 2006: Golden Door (Nuovomondo)

## Hommage
Uderzo lässt Schiavelli bei Asterix und Maestria als römischen Beamten Cäsars auftauchen.